# HD22920
HD22920 — хімічно пекулярна зоря спектрального класу B8, що має  видиму зоряну величину в смузі V приблизно  5,5.
Вона  розташована на відстані близько 739,6 світлових років від Сонця.

## Фізичні характеристики
Зоря HD22920 обертається порівняно повільно 
навколо своєї осі. Проєкція її екваторіальної швидкості на промінь зору становить  Vsin(i)= 39км/сек.
Телескоп Гіппаркос зареєстрував  фотометричну змінність  даної зорі з періодом    3,95 доби в межах від  Hmin= 5,51 до  Hmax= 5,47.

## Пекулярний хімічний вміст
Зоряна атмосфера HD22920 має підвищений вміст Si.

## Магнітне поле
Спектр даної зорі вказує на наявність магнітного поля у її зоряній атмосфері.
Напруженість повздовжної компоненти поля оціненої з аналізу
становить  307,1± 159,3 Гаус.